# Receptory kannabinoidowe typu 2

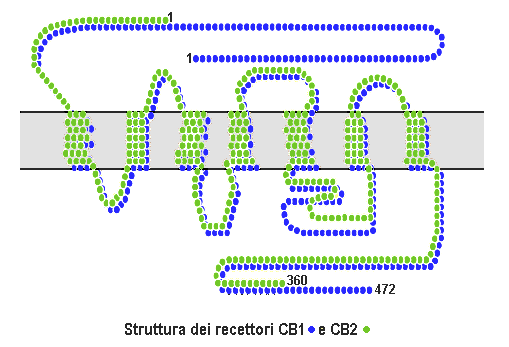
Struktura CB_{2} zaznaczona na zielono

Receptory kannabinoidowe typu 2 (CB2, CNR2) – kannabinoidowe receptory sprzężone z białkami G, kodowane przez gen zlokalizowany w chromosomie 1p36. Ich obecność jest najdokładniej opisywana w komórkach i narządach związanych z układem immunologicznym. Razem z receptorami CB1 są częścią układu endokannabinoidowego. 

## Budowa
Każdy z receptorów tego typu składa się z pojedynczego łańcucha polipeptydowego z siedmioma hydrofobowymi domenami transbłonowymi TM I-TM VII, które przechodzą przez błonę komórkową.

## Położenie
Początkowo uznawano, że receptory CB2 mają wyłącznie obwodowe umiejscowienie, co okazało się nieprawdą po wykryciu ich obecności także w ośrodkowym układzie nerwowym; w komórkach mikrogleju oraz neuronach.

## Efekty
Oddziaływanie ligandów na komórki układu odpornościowego przez receptory kannabinoidowe typu 2 wiąże się głównie z regulacją procesów odpowiedzi immunologicznej.